# Batsandra, Tumkur
Batsandra là một làng thuộc tehsil Tumkur, huyện Tumkur, bang Karnataka, Ấn Độ.